# Xã La Belle, Quận Marshall, South Dakota
Xã La Belle (tiếng Anh: La Belle Township) là một xã thuộc quận Marshall, tiểu bang Nam Dakota, Hoa Kỳ. Năm 2010, dân số của xã này là 70 người.